# Кацпер Козловски (фудбалер)
Кацпер Шимон Козловски (чеш. Kacper Szymon Kozłowski; Кошалин, 16. октобра 2003) пољски је фудбалер који тренутно наступа за Витесе, на позајмици из Брајтона, односно репрезентацију Пољске.
Током Европског првенства 2020, које је услед пандемије ковида 19 играно годину дана касније, Козловски је постао најмлађи фудбалер који је икада наступио на том такмичењу.

## Репрезентативна статистика
Ажурирано 30. августа 2022.
| Пољска | Пољска  | Пољска |
| Године | Наступа | Голова |
| ------ | ------- | ------ |
| 2021.  | 6       | 0      |
| Укупно | 6       | 0      |